# 塞尔旺什
塞尔旺什（法語：Servanches，法語發音：[sɛʁvɑ̃ʃ]）是法国多尔多涅省的一个市镇，属于佩里格区。

## 地理
塞尔旺什（45°8'40"N, 0°9'25"E）面积20.56 平方千米，位于法国新阿基坦大区多爾多涅省，该省份为法国西南部内陆省份，是法國本土面积第三大的省，大致对应佩里戈尔地区，北起顺时针与夏朗德省、上维埃纳省、科雷兹省、洛特省、洛特-加龙省、吉倫特省和滨海夏朗德省接壤。
与塞尔旺什接壤的市镇（或旧市镇、城区）包括：圣欧莱-皮芒古、圣樊尚雅尔穆捷、埃舒尼亚克、圣巴泰勒米-德贝勒加德、埃居朗德和加尔德德伊、拉罗什沙莱。

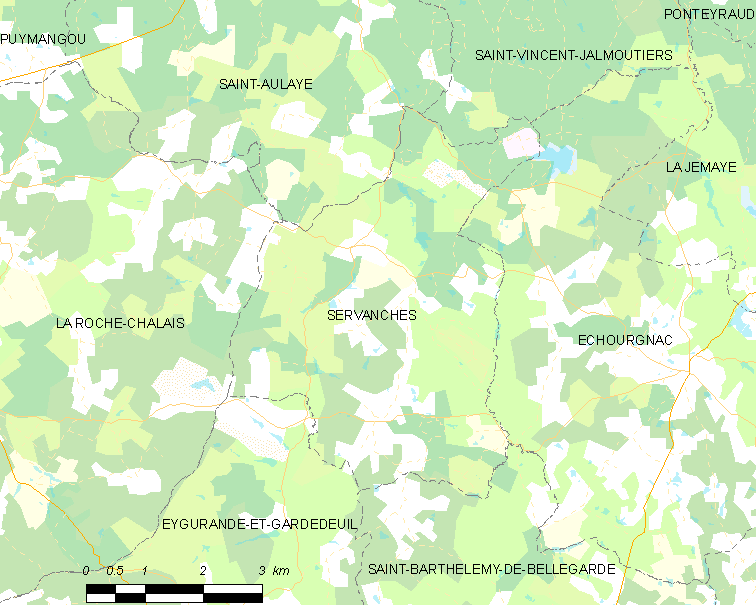
塞尔旺什的OSM定位图

塞尔旺什的时区为UTC+01:00、UTC+02:00（夏令时）。

## 行政
塞尔旺什的邮政编码为24410，INSEE市镇编码为24533。

## 政治
塞尔旺什所属的省级选区为蒙蓬-梅内斯泰罗勒县。

## 人口

1962-2008年间塞尔旺什人口变化图示

塞尔旺什于2022年1月1日时的人口数量为77人。